# Curtorama rugosus
Curtorama rugosus är en fjärilsart som beskrevs av Köhler 1931. Curtorama rugosus ingår i släktet Curtorama och familjen säckspinnare. Inga underarter finns listade i Catalogue of Life.